# Principio di leale cooperazione
Il principio di leale cooperazione è un principio fondamentale del diritto dell'Unione Europea; non a caso in termini di ius positum lo si può individuare all'articolo 4 del Trattato sull'Unione Europea (ex art. 10 TCE).

## Funzione
In particolare tale articolo pone un obbligo di collaborazione tra Stati membri e Unione europea che si realizza in due prescrizioni ben precise:
- nessuno Stato membro deve porre in essere atti che vadano a compromettere la realizzazione di obiettivi comunitari. Ciò vuol dire che lo Stato membro non deve produrre leggi (o provvedimenti amministrativi) che non siano coerenti con gli obiettivi comunitari e se lo fa il giudice nazionale deve prontamente disapplicarli (o nel caso di un provvedimento amministrativo dichiararne l'illegittimità).
- ogni stato membro deve adottare tutti gli atti giuridici che siano necessari al conseguimento degli obiettivi comunitari. È per questo che lo Stato membro deve ratificare le direttive e tutti gli altri atti giuridici della Comunità e se non lo fa può essere sanzionato attraverso la cd. procedura d'infrazione.

La dottrina più acuta inoltre ravvisa lo stesso obbligo di cooperazione anche nei confronti della amministrazione comunitaria. Infatti, prendendo le mosse da alcune sentenze che censuravano l'operato poco collaborativo delle istituzioni comunitarie, si afferma che per raggiungere gli obiettivi comunitari è necessario che anche le amministrazioni nazionali non incontrino ostacoli, bensì aiuti, nel rapporto con le amministrazioni comunitarie.

## Differenze
Va distinto dal principio di leale collaborazione, prescritto dalla giurisprudenza costituzionale italiana nei rapporti tra organi dello Stato, laddove le reciproche competenze vengono ad intrecciarsi tra di loro.
Il principio entrò nel diritto positivo nel 2001 quando nell'articolo 120 della Costituzione lo riconobbe e lo estese ai rapporti dello Stato con gli organi delle Regioni, delle Città metropolitane, delle Province e dei Comuni (come limite, unitamente al principio di sussidiarietà, all'esercizio dei poteri sostitutivi dello Stato nei loro confronti).